# ايسانس اتكنز
ايسانس اتكنز (بالإنجليزية: Essence Atkins)‏ مواليد 7 فبراير 1972 في نيويورك، نيويورك، الولايات المتحدة، هي ممثلة أمريكية بدأت مسيرتها الفنية عام 1986.

## روابط خارجية
- ايسانس اتكنز على موقع IMDb (الإنجليزية)
- ايسانس اتكنز على موقع أول موفي (الإنجليزية)
- ايسانس اتكنز على موقع إن إن دي بي (الإنجليزية)
- ايسانس اتكنز على موقع قاعدة بيانات الفيلم (الإنجليزية)
- ايسانس اتكنز على موقع كينوبويسك (الروسية)